# A Rush of Blood to the Head
A Rush of Blood to the Head är det brittiska rockbandet Coldplays andra album. Det gavs ut 2002 och har sålts i miljontals exemplar. Precis som på Parachutes (det föregående albumet) så har Ken Nelson hjälpt med produktionen.

## Låtlista
1. "Politik" - 5:18
2. "In My Place" - 3:48
3. "God Put a Smile Upon Your Face" - 4:57
4. "The Scientist" - 5:09
5. "Clocks" - 5:07
6. "Daylight" - 5:27
7. "Green Eyes" - 3:43
8. "Warning Sign" - 5:31
9. "A Whisper" - 3:58
10. "A Rush of Blood to the Head" - 5:51
11. "Amsterdam" - 5:19